# Пижардьер, Луи Лакор де ла
Луи Лакор де ла Пижардьер (Лапижардьер) (фр. Louis Lacour de La Pijardière; 1832—1892) — французский архивариус, палеограф, библиотекарь, литератор, писал под псевдонимом Louis Lacour.

## Биография
Окончил Национальную школу хартий. Получил диплом архивариуса и палеографа. В течение 12 лет работал в парижской Библиотеки Святой Женевьевы. Позже трудился архивариусом в Эро.
Опубликовал аннотированные малоизвестные тексты Бонавентюра Деперье, Пьера де Бурдейля Брантома, Жана де Лабрюйера, Ларошфуко, Маргариты де Валуа, Луи Мерсье, Мольера, Монтескьё, Жана Пассера, Рабле, Реньяра, Матюрена Ренье и др. Многие из этих текстов до этого не публиковались.
Составил «Annuaire du bibliophile, du bibliothécaire et de l’archiviste» (1859—1863) и издал ряд трудов о Мольере: «Le Tartuffe par ordre de Louis XIV» (1877), «Molière à Pézenas en 1650—51», «Molière, son séjour à Montpellier en 1654—55» и др.